# Praevania sculpturata
Praevania sculpturata är en stekelart som beskrevs av Alexandr Rasnitsyn 1991. Praevania sculpturata ingår i släktet Praevania och familjen hungersteklar. Inga underarter finns listade i Catalogue of Life.